# Peucestas
Peucestas (en griego: Πευκεστας; vivió en el siglo IV a. C.). Era un oficial distinguido en el servicio de Alejandro Magno, natural de la ciudad de Mieza en Macedonia.

## Biografía
Su nombre se menciona por primera vez como uno de los designados para mandar una trirreme en el río Hidaspes. Antes a esto no lo mencionan en ningún comando de importancia; pero es evidente que  debe haberse distinguido por su valor personal, pues fue la persona seleccionada por Alejandro para llevar antes de una batalla el estandarte sagrado, que él había tomado en el templo de Atenea en Troya.
En esta situación estaba al lado del rey en el asalto a la ciudad capital de Malwa (325 a. C.); y todos los autores convienen en atribuirle la responsabilidad principal en salvarle la vida a Alejandro. Por sus servicios en esta ocasión el rey lo recompensó con una distinción. A la llegada de Alejandro a Persépolis, concedió a Peucestas la importante satrapía de Persia. Pero antes de esto, lo había incluido ya en las filas de la somatophylax (la guardia personal del rey), un honor muy importante debido al escaso número de esos oficiales selectos que eran incorporados a esta guardia.
En Susa, también Peucestas fue el primero de los recompensados con coronas de oro por sus acciones pasadas. Después de que  procediera a tomar posesión de su gobierno, donde consiguió el favor de los persas debido a su buen hacer, así como el de Alejandro mismo, adoptando el vestido y los costumbres persas, en lugar de las de Macedonia.
En el año 323 a. C., Peucestas ayudó al rey en Babilonia, con un ejército de 20.000 tropas persas; y se le menciona como uno de sus generales que estuvo durante la enfermedad de Alejandro Magno.
No parece que tomara parte principal en las discusiones que sobrevinieron después de la muerte de Alejandro, pero en la división de las provincias que siguieron, obtuvo la renovación de su gobierno de Persia, que también conservó en la segunda partición de Triparadiso en el año 321 a. C.
Toda su atención parece haber sido dirigida a su consolidación en esta posición, y a ampliar su poder e influencia lo más lejos posible; en las cuales Peucestas tuvo éxito, hasta cuando le obligaron a que tomara parte activa en la guerra entre Antígono I Monóftalmos y Eumenes (317 a. C.), obtuvo por consentimiento común ser el principal comandante de todas las fuerzas equipadas por las satrapías al este del río Tigris, y aceptó con dificultad renunciar a sus pretensiones a la dirección suprema de la guerra.
Eumenes, sin embargo, por su diestro manejo, calmó la irritación de Peucestas, y conservó firmemente su alianza a través de las dos campañas que siguieron. El sátrapa fue contentado en su orgullo en un banquete conjunto de los ejércitos reunidos en Persia en una escala de magnificencia real, mientras que Eumenes dirigía virtualmente todas las operaciones de guerra. Pero el desastre en la acción final en la Batalla de Gabiana cerca de Gadamarta (316 a. C.) que condujo a la captura del bagaje, y a la entrega de Eumenes a los Argiráspidas, parece haber debido claramente a la mala conducta y la insubordinación de Peucestas, que según una versión, fue uno de los principales consejeros del tratado.
Su conducta a través de estas campañas demuestra que deseó para sí mismo la comandancia en jefe, y no tuvo la capacidad para ordenar y la moderación para seguir el juicio superior de otros. Su carácter inútil y ambicioso parece haber sido apreciado en su valor justo por Antígono I Monóftalmos, que mientras que lo privó de su satrapía, y lo condujo lejos, lo alimentaba con esperanzas falsas y  promesas vanas que, por supuesto, nunca fueron cumplidas.